# The Jane

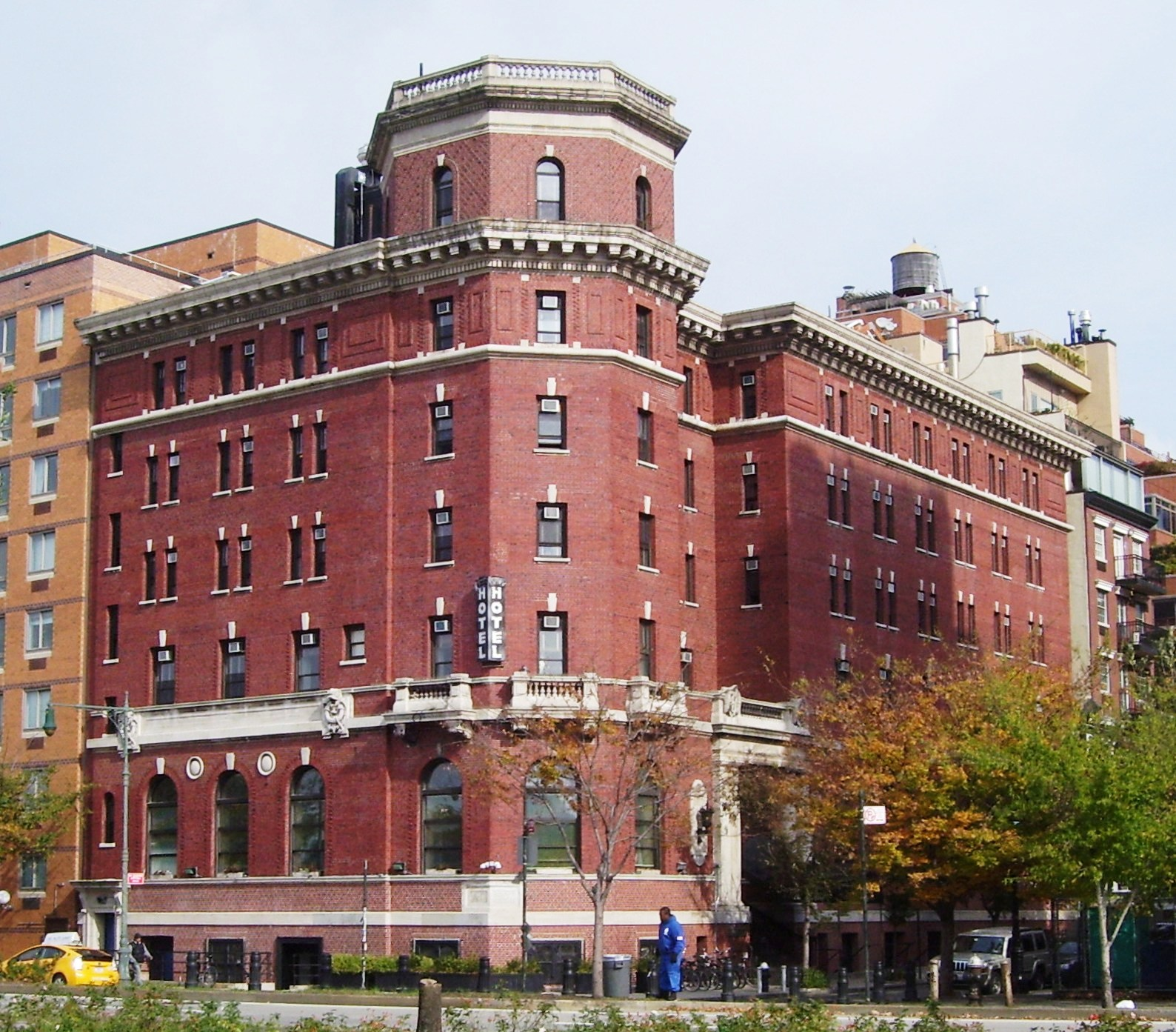
El edificio del hotel Jane fue originalmente un hotel para marineros.

The Jane es un hotel boutique ubicado en 505–507 West Street, con su entrada principal en 113 Jane Street en la sección West Village del vecindario Greenwich Village de Manhattan, Nueva York .
El edificio fue originalmente el Hogar e Instituto de Marineros de la American Seamen's Friend Society, un hotel para marineros construido en 1906–08 y diseñado por William A. Boring en estilo georgiano . El edificio presentaba una capilla, una sala de conciertos y una bolera. El hotel se utilizó para albergar a los supervivientes del RMS Titanic mientras se llevaba a cabo la investigación estadounidense sobre el hundimiento. 
En 1944, la YMCA se hizo cargo del edificio del Seaman's Retreat Center, como se llamaba entonces. Más tarde se lo conocería como The Jane West, y más recientemente cambió su nombre a Riverview Hotel. El hotel fue renovado por los desarrolladores Sean MacPherson y Eric Goode en 2008 en asociación con BD Hotels, convirtiendo una instalación que se había convertido en alojamiento a largo plazo para drogadictos y personas con mala suerte en un hotel de lujo.
Durante un período a mediados de la década de 1980, el artista drag estadounidense RuPaul vivió en la torre del hotel.
El edificio es un hito de la ciudad de Nueva York, designado en 2000. 

## Teatro de la Calle Jane
El salón de baile del hotel fue convertido en un espacio de teatro por Theatre for the New City en la década de 1970. El Jane Street Theatre era un teatro fuera de Broadway que tenía un escenario de empuje muy pequeño y una capacidad de 280 asientos. Los espectáculos notables que se presentaron allí incluyen Hedwig and the Angry Inch y tick, tick. . . ¡BOOM! .
Más tarde, el espacio estuvo disponible para alquiler comercial, pero ahora es Jane Ballroom, el bar de The Jane. El Jane Ballroom estuvo cerrado durante seis meses, desde finales de 2009 hasta mayo de 2010, cuando la policía, que investigaba las quejas de los vecinos sobre el ruido de las personas que hacían cola para intentar entrar, descubrió que el bar no tenía los permisos correspondientes.